# مواضيع مرتبطة بالدولة العثمانية
هذا المقال هو نظرة عامة ودليل للمواضيع المرتبطة بالدولة العثمانية:
الدولة العثمانية هي سلطنة ثم خلافة إسلامية استمرت من سنة 1299 حتى 1922. عُرفت أيضًا من قبل معاصريها الأوروبيين باسم الإمبراطورية التركية أو تركيا حيث المجموعة العرقية الرئيسية فيها. وسيطرت في أوجها من القرن 16 إلى القرن 18 على جنوب شرق أوروبا وجنوب غرب آسيا وشمال أفريقيا.

## التاريخ العام
| - قيام الدولة العثمانية - نهضة الدولة العثمانية - انتقال الدولة العثمانية - حقبة الركود والانتعاشات - أفول الدولة العثمانية - سقوط الدولة العثمانية - تقسيم الدولة العثمانية | - عهد الفترة العثماني - سلطنة الحريم - فترة آل كوبريللي - عصر الخزامى - التنظيمات العثمانية - المشروطية الأولى - المشروطية الثانية | - فرضية التدهور العثماني - فرضية الغزوات العثمانية [الإنجليزية] - فرضية المرتدين [الإنجليزية] - السجل الزمني للدولة العثمانية [الإنجليزية] |

## بنية الدولة العثمانية
| - تاريخ الدولة العثمانية الاقتصادي - التنظيم الإداري في الدولة العثمانية - النظام الاجتماعي في الدولة العثمانية [الإنجليزية] - ثقافة عثمانية - العلوم والتكنولوجيا في الإمبراطورية العثمانية - اللغة التركية العثمانية - سكان الدولة العثمانية - دين الدولة العثمانية - الملة في الدولة العثمانية - العوامل الاجتماعية الاقتصادية لحقبة التوسع العثماني [الإنجليزية] | - مجلة الأحكام العدلية - الباب العالي - طغراء - قائمة الورثة منذ 1922 - القوات المسلحة العثمانية - إندرون - إنكشارية - سباهية - آقنجي - en:Djebedji | - en:Nöker (military) - إقطاع - إيالة عثمانية - ولاية عثمانية - سنجق - en:Agaluk - en:Kadiluk - سالنامه - تيمار - جيش النظام الجديد |

## الألقاب والمناصب
- سلطان
- صدر أعظم
- وزير
- بكلربك
- باشا
- قاضي عسكر
- نيشانجي
- دفتردار [الإنجليزية]
- رئيس الكتاب
- لاله
- آغا
- سنجق بكي

## الدول التي خضعت للحكم العثماني
| - ألبانيا - الجزائر - أرمينيا - البوسنة والهرسك - بلغاريا - قبرص - مصر - الحبشة | - اليونان - المجر - سلوفاكيا - العراق - إسرائيل - الأردن - كوسوفو - طرابلس الغرب | - مقدونيا [الإنجليزية] - الجبل الأسود - فلسطين - صربيا - سوريا - السودان - تونس - تركيا - أوكرانيا |

## السلالة العثمانية

### السلاطين
| - عثمان الأول ( الغازي) - أورخان (الغازي) - مراد الأول (خداوندگار (مُراد الله)) - بايزيد الأول (یلدیرم (البرق)) - محمد الأول (چلبی (الحسن، الظريف)) - مراد الثاني (خوجة سلطان (السلطان الكبير)) - محمد الثاني (الفاتح) - بايزيد الثاني (الملك الولي) - سليم الأول (ياوز (القاطع)) - سليمان الأول (القانوني) - سليم الثاني (سارى (الأصفر، الأشقر)) - مراد الثالث - محمد الثالث - أحمد الأول (بختى (صاحب البخت، المحظوظ)) - مصطفى الأول (دلىِ (المختل)) - عثمان الثاني (گنچ (الفتى)) - مراد الرابع (فاتحُ بغداد) - إبراهيم الأول (دلي (العصبي)) | - محمد الرابع (عوجى (الصياد، القناص)) - سليمان الثاني غازى (الغازي) - أحمد الثاني (خان غازى (الأمير الغازي)) - مصطفى الثاني - أحمد الثالث - محمود الأول (كمبور (الأحدب)) - عثمان الثالث (صوفو (الورع، الصوفي)) - مصطفى الثالث (إلك ينى لكچى (المبتكر الأول)) - عبد الحميد الأول (إصلاحچى (الإصلاحي)) - سليم الثالث (نِظامى (المنظم، النظامي)) - مصطفى الرابع - محمود الثاني (إنقلابچى (الإنقلابي، صاحب الإنقلاب)) - عبد المجيد الأول (تنظيمتچى (التنظيمي، صاحب التنظيمات)) - عبد العزيز الأول (بخت سيز (القليل البخت، قليلُ الحظ)) - مراد الخامس (دِلى (المجنون)) - عبد الحميد الثاني - محمد الخامس (رشاد) - محمد السادس (وحيد الدين) - عبد المجيد الثاني |

### بعض رجال البيت العثماني
| - علاء الدين باشا - سليمان باشا بن أورخان - شاهزاده خليل - صاووجي جلبي بك - سليمان جلبي - عيسى جلبي - موسى جلبي - مصطفى جلبي | - كجك مصطفى - جم سلطان - أحمد بن بايزيد - شاهزاده قورقود - شاهزاده مصطفى - شاهزاده بايزيد - يوسف عز الدين |

### أمهات السلاطين ومن يحملن لقب السلطانة الأم
| - مال خاتون - نيلوفر خاتون - كلجيجك خاتون - دولت خاتون - أمينة خاتون - خديجة هما خاتون - كلبهار خاتون الأولى - ستي مكرمة خاتون - كلبهار خاتون الثانية | - عائشة حفصة سلطان - خرم سلطان - السلطانة مهرماه - نوربانو سلطان - السلطانة صفية - خاندان سلطان - حليمة سلطان - ماه فيروز خديجة خاتون - السلطانة كوسم | - ترخان خديجة سلطان - صالحة دل آشوب سلطان - خديجة معزز سلطان - رابعة كلنوش سلطان - صالحة سبكتي سلطان - شاه سوار سلطان - أمينة مهرشاه قادين - رابعة سلطان - مهر شاه سلطان | - سينة برور سلطان - نقشديل سلطان - بزم عالم سلطان - برتونهال سلطان - شوق فضة سلطان - تيرمشكان السلطانة - كل جمال أفندي - بيريستو قادين - كلستو خانم |

### نساء من البيت العثماني
| - السلطانة خديجة - ماه دوران - قايا سلطان - خديجة سلطان - خديجة سلطان (ابنة مصطفى الثالث) | - أسماء سلطان (ابنة عبد الحميد الأول) - عديلة سلطان - نائلة سلطان - أسماء سلطان (ابنة عبد العزيز) - فهيمة سلطان |

## شخصيات مشهورة في التاريخ العثماني

### بعض خانات القرم[4]
- منكلى كراى الأول
- محمد كراي الأول
- صاحب كراي الأول
- دولت كراي الأول
- محمد كراي الرابع
- إسلام الثالث غيراي
- عادل كراي
- سليم كراي
- دولت كراي الثاني
- شاهين كراي

### بعض من قائمة الصدر الأعظم
| - علاء الدين باشا - خليل باشا شندرلي الكبير - خليل باشا الجاندرلي الصغير - محمود باشا - كدك أحمد باشا - أحمد باشا الهرسكي - محمد باشا القرماني - سنان باشا الخادم - إبراهيم باشا الفرنجي - لطفي باشا - رستم باشا - صقللي محمد باشا - شمسي باشا - لاله مصطفى باشا - سنان باشا - داماد إبراهيم باشا - عثمان بن أوزديمير باشا - جيكالة زاده يوسف سنان باشا | - مراد باشا القويوجي - أوكوز محمد باشا - محمد باشا الكرجي الخادم - داماد خليل باشا - خسرو باشا البوسنوي - بيرم باشا - محمد باشا الطيار - كمنكاش قره مصطفى باشا - سلطان زاده محمد باشا - صالح باشا النوسينيائي - قره موسى باشا - هزار بارة أحمد باشا - محمد باشا الصوفي - قره مراد باشا - ملك أحمد باشا - أباظة سياوش باشا الأول - أحمد باشا الطرخونجي - غازي حسين باشا | - محمد باشا الكوبريللي - فاضل أحمد باشا الكوبريللي - قرة مصطفى باشا - أباظة سياوش باشا - إسماعيل باشا العياشي - فاضل مصطفى باشا الكوبريللي - علي باشا العربجي - علي باشا المرزيفوني - ألماس محمد باشا - عمجة زاده كوبريللي حسين باشا - رامي محمد باشا - محمد باشا البلطجي - علي باشا التشورلوي - نعمان باشا الكوبريللي - علي باشا السلحدار - داماد إبراهيم باشا - علي باشا حكيم أوغلو - عوض محمد باشا | - أحمد باشا النيشانجي - يرميسقز محمد سعيد باشا - محمد راغب باشا - حسن باشا جزايرلي - علمدار مصطفى باشا - خسرو محمد باشا - محمد أمين رؤوف باشا - مصطفى رشيد باشا - محمد أمين عالي باشا - محمد فؤاد باشا - مدحت باشا - أحمد وفيق باشا - خليل رفعت باشا - أحمد توفيق باشا - محمود شوكت باشا - سعيد حليم باشا - طلعت باشا - أحمد عزت باشا - الداماد محمد فريد |

### وزراء وحكام وجنود بارزون آخرون
- زنجي موسى
- أباظة حسن باشا
- أباظة محمد باشا
- إيفرينوس
- حاجي إيل بك
- لالا شاهين باشا
- زغانوس باشا
- حسن باشا الترياقي
- حسن باشا التلي
- أوزديمير باشا
- أحمد باشا الجزار
- علي باشا الألباني
- محمد علي باشا
- عثمان نوري باشا
- أدهم باشا
- جمال باشا
- أنور باشا

### رجال البحر (القباطنة البشوات)
- كمال ريس
- بيري ريس[5]
- عروج بربروس
- خير الدين بربروس
- Aydın Reis
- درغوث رئيس
- كوردوغلو مصلح الدين ريس
- صالح ريس
- مراد رايس (الأكبر)
- سيدي علي رئيس[6]
- بياله باشا
- كوردوغلو خضر ريس
- مؤذنزاده علي باشا
- علج علي باشا
- حسين ميزو مورتو
- حسن رامي باشا

### المعماريون
- عاتق سنان
- معمار سنان
- سيدي فكار محمد أغا
- معمار قاسم

### فنانين (رسام وخطاط)
- أحمد قره حصاري
- نقاش عثمان
- الحافظ عثمان
- عبد الجليل لوني
- عثمان حمدي بك
- شاكر أحمد باشا
- الخوجة علي رضا
- خليل باشا

### موسيقيين
- حافظ بوست
- بخوري زادة عطري
- هامباردزم ليمونجين
- ديدة أفندي
- طنبوري بويوك عثمان بيك
- حجي عارف بك
- طاطيوس أفندي
- جميل بك

### شعراء ومؤلفون
| - بير سلطان عبدال - محمد بن سليمان - خيالي - باقي - İncili Çavuş | - نفعي - كراجا أوغلان - نشاطى - نديم - دادال أوغلو | - إبراهيم شناسي - آغا أفندي - نامق كمال - توفيق فكرت - عمر سيف الدين حتيقوه |

### أدباء ومؤرخين
| - عاشق باشا زاده - إدريس البدليسي - نصوح السلاحي - خواجة سعد الدين أفندي - مصطفى علي عبد المولى - مصطفى السلانيكي | - كوجي بك - حاجي خليفة - أوليا جلبي - بجوي إبراهيم أفندي - مصطفى نعيمة - عثمان آغا التيميشواري | - إبراهيم متفرقة - سلحدار فنديكليلي محمد آغا - يرميسكيز محمد الجلبي - أحمد رسمي أفندي - أحمد جودت باشا - ضياء كوك ألب |

### العلماء والفلكيون
- شرف الدين صابونجي أوغلي
- القوشجي
- أوربان
- تقي الدين الشامي
- هزارفن أحمد جلبي
- لاكري حسن جلبي[7]
- ابراهيم حقي أرضرومي
- أحمد منجم باشي

### بعض العوائل
- أسرة باليان
- أسرة جاندرلي
- آل كوبريللي
- Levidis family
- مالقوج أوغلي

## مباني

### قصور (إسطنبول)
- قصر عديلة سلطان
- قصر آينالي كواك
- قصر بكلربكي
- قصر جراغان
- قصر طولمة باغجة
- قصر أسماء سلطان
- قصر السلطانة خديجة
- Ihlamur Palace
- قصر الخديوي
- قصر كوجوكسو
- قصر مسلك
- قصر طوب قابي
- قصر يلدز

### مساجد (إسطنبول)
| - جامع عتيق علي باشا - مسجد الوالدة العتيق - جامع بايزيد الثاني - جامع طولمة باغجة - جامع أيوب سلطان - مسجد الفاتح - جامع فيروز آغا - جامع صقللي محمد باشا - جامع قلج علي باشا - جامع لاله لي | - جامع مهرماه سلطان (أدرنة قابي) - جامع مهرماه سلطان (أسكدار) - جامع ملا جلبي - يني جامع - جامع نور عثمانية - جامع النصرتية - جامع أورطة كوي - جامع برتونهال - جامع رستم باشا - جامع سنان باشا | - جامع بك أوغلي - جامع السلطان أحمد - مسجد سليمان القانوني - جامع شاهزاده - جامع شمسي باشا - جامع تشويقية - مسجد سليم الأول - جامع يني والدة - جامع يلدز - جامع بيوك جكمجة |

### مساجد (أماكن أخرى)
| - جامع بايزيد الأول - مسجد أولو جامع - مسجد علاء الدين - مسجد مراد باشا | - جامع نصر الله - الجامع القديم - مسجد عمر باشا - جامع السليمية | - مسجد تيكيلي محمد باشا - جامع الشرفات الثلاث - المسجد الكبير (ديار بكر) - الجامع الأخضر (بورصة) |

## العسكرية

### الحروب
- الحروب العثمانية في أوروبا
- الحروب العثمانية في آسيا
- الحروب العثمانية في أفريقيا

| - حملة فارنا الصليبية (1443–1444) - حرب المئة عام الكرواتية العثمانية (c. 1493 – 1593) - الحرب الطويلة (1593–1606) - الحرب التركية العظمى (1662–1699) - حرب (1532–1555) - حرب (1578–1590) - حرب (1603–1618) - حرب (1623-1639) - حرب (1730-1736) - حرب (1743-1746) - حرب (1775-1776) - حرب (1821-1823) - الحرب الروسية العثمانية (1568-1570) - الحرب الروسية العثمانية (1676 - 1681) - الحرب العثمانية الروسية (1686-1700) - الحرب العثمانية الروسية (1710) - الحرب الروسية التركية (1735-1739) - الحرب الروسية التركية (1768–1774) - الحرب الروسية العثمانية (1787-1792) - الحرب العثمانية الروسية (1806-1812) - الحرب الروسية التركية (1828-1829) - الحرب الروسية العثمانية (1877–1878) | - حروب الأسياد المولدوفيون وأدت إلى: - الحرب العثمانية البولندية (1620–1621) - الحرب العثمانية البولندية (1633–1634) - حرب بولندا-القوزاق-تتار (1666–1671) - الحرب البولندية العثمانية (1672-1676) (أو الحرب البولندية العثمانية الثانية) - الحرب البولندية العثمانية (1683–1699) (أو الحرب البولندية العثمانية الثالثة) - فتح سالونيك - الحرب العثمانية–البندقية (1463–1479) الأولى - الحرب العثمانية - البندقية (1499 - 1503) الثانية - الحرب العثمانية - البندقية (1537 - 1540) الثالثة - الحرب العثمانية - البندقية (1570–1573) الرابعة - الحرب العثمانية - البندقية الخامسة (حرب كريت) - الحرب العثمانية - البندقية السادسة أو حرب موريان (1684–1699) - الحرب العثمانية - البندقية (1714-1718) السابعة والأخيرة - الحروب البيزنطية العثمانية - الحروب العثمانية الصفوية - الصراعات الصربية - العثمانية [الإنجليزية] - الحروب العثمانية الهابسبورغية - حملات في المحيط الهندي - الحرب الإيطالية 1542-1546 - الحرب العثمانية الإيطالية - حروب البلقان - الحرب العالمية الأولى |

### الحصارات
| - بورصة (1326) - إزنيق (1331) - إزميت (1333) - أدرنة (1361) - تارنوفو (1393) - إسطنبول (1422) - سالونيك (1422) - سفيتغراد (1448) - إسطنبول (1453) | - بلغراد (1456) - كرويه (1478) - رودس (1480) - أوترانتو (1481) - القاهرة (1517) - رودس (1522) - الجزائر (1529) - فيينا (1529) - تونس (1534) | - بغداد (1534) - كورفو (1537) - ديو (1538) - عدن (1538) - كاستلنوفو (1539) - بودا (1541) - إسترغوم (1543) - وان (1547) - طرابلس (1551) | - إيغر (1552) - وهران (1556) - وهران (1563) - مالطا (1565) - سيكتوار (1566) - تونس (1574) - بغداد (1638) - كاندية (1669) - فيينا (1683) - بلغراد (1739) |

### معارك (قبل الحرب العالمية الأولى)
| - بافيوس - ديمبوس - بيليكانون - إهتمان - ماريتسا - دوبروڤينكا - سافرا - بيلكة - قوصوه الأولى - روفين - نيقوبوليس - أنقرة - فارنا - قوصوه الثانية - المياه البيضاء - أوتلق بلي - فاسلوي - الوادي الأبيض - حقل الخبز - قرابوة - زونكيو - مودون - جالديران - مرج دابق - خان يونس - الريدانية - موهاج - البليار البحرية | - بروزة - الجزائر - سوخويستا - بونزا - جربة - ليبانت - شلدير - المشاعل - سيساك - كرزت - تسوتسورا - خوطين (1621) - فوجة - الدردنيل (1654) - الدردنيل (1655) - الدردنيل (1656) - الدردنيل (1657) - القديس كوتهارد - خوطين (1673) - فيينا - موهاج الثانية - سلنكمان - جزر أوينوسيس - أندروس - زانطة - نهر بروت - بتروفارادين - إمبروس | - متبان - غروتسكا - ستافوخاني - شيسما - لارغا - كاغول - فوكشاني - رامنيك - رأس كالياكرا - إمبابة - أبي قير - عربجي - آثوس - وادي الصفراء - جدة - شيغرو - الأمانة - دراغاشاني - درفناكيا - كماترو - نافارين - كوليفيشا - الجزائر - قونية - نزب - أولتنيتسا - سينوب - كرك ديره | - يفباتوريا - قيزل تيبه - بلفن - معبر شيبكا - طاشكيسن - دوموكوس - طبرق - بيروت - كارجلي - سارانتابورو - ينيدجا - كومانوفو - قرقلر ايلي - بينتي بيجاديا - بريليب - لول بورغاس - ميرهاملي - سورفيتش - المناستير - كالياكرا (1912) - إمروز (إللي) - بولير - ساركوي - أدرنة - ليمنوس - بيزاني - إشقودرة - ينيدجا |

### معارك الحرب العالمية الأولى
| - كوبروكوي (بيرخمان) - ساريقاميش - أرداهان - مانزيكرت - كارا كليس الأولى - أرضروم - طرابزون - بيتليس - أرزنجان - سارداراباد - أباران - كارا كليس الثانية - باكو - الفاو– البصرة - القرنة - السن - المدائن - الكوت الأولى - الشيخ سعد - الوادي - حنا - الدجيلة - الكوت الثانية - بغداد - سامراء - الرمادي - خان بغدادي - الشرقاط | - سفر برلك - رمانة - مغضبة - رفح - غزة الأولى - غزة الثانية - البقار - بئر السبع - غزة الثالثة - جبل المغار - القدس - أبو تيلول - سهل نابلس - العمليات البحرية - أنزاك كوف - سد البحر - كريثيا الأولى - كريثيا الثانية - كريثيا الثالثة - كومكاليه - غولي رافين - ساري باير - كروم كريثيا - لون باين - سوفلا - كليش باير - جنوك باير - تل يوسفجوك - هيل 60 |

### معاهدات
| - العثمانية البندقية - معاهدة أدرنة-سكدين (1444) - إسطنبول (1479) - إسطنبول (1533) - الفرنسي العثماني - أدرنة (1547) - أماسيا - أدرنة (1568) - إسطنبول (1590) - زيتفاتوروك - نصوح باشا - سراف - خوتين - قصر شيرين - فسفار - بوتشاتش | - جورافنو - باخشيساراي - كارلوفجة - إسطنبول (1700) - بروت - بساروفجا - إسطنبول (1724) - أحمد باشا - إسطنبول (1736) - بلجراد - نيش - كردان - كيتشوك كاينارجي - أيناليكافاك - سيستوفا - ياش | - طرابلس - تونس - العريش - باريس - الدردنيل - بوخارست - أرضروم - أكرمان - أدرنة - إسطنبول (1832) - هنكار إسكله سي - كوتاهيه - بلطة ليمان - لندن (1840) - لندن (1841) - باريس (1856) | - شقودرة - سان ستيفانو - برلين (1878) - قبرص - توبخانه - إسطنبول (1897) - لندن (1913) - إسطنبول (1913) - أثينا - أرزينجان - برست ليتوفسك - باطومي - مودروس - سيفر |

### ثورات وأحداث هامة
- الشيخ بدر الدين محمود
- شاه قلي
- تمرد بابا زونون
- واقعة بيلربي
- تمرد الدروز
- أباظة حسن باشا
- Çınar Incident
- حادثة أدرنة [الإنجليزية]
- انقلاب القرمانلي 1711
- الانتفاضة الصربية الأولى
- ثورة جانكيس
- الواقعة الخيرية
- انتفاضة الأفلاق
- ثورة اليونان
- ثورة البلغار
- ثورة العرب
- Atçalı Kel Mehmet
- واقعة 31 مارس
- الغارة على الباب العالي
- تمرد كوجكيري

## الدبلوماسية
- الامتيازات الأجنبية في الدولة العثمانية
- سفارت نامه
- سفير فرنسا لدى الدولة العثمانية  [لغات أخرى]‏
- Polish Jagiellon ambassadors to Turkey

## وصلات خارجية
- Ottoman Text Archive Project – University of Washington
- Ottoman Empire in The Oxford Dictionary of Islam
- The Ottoman Empire: Resources – University of Michigan
- The Ottoman Empire: A Chronological Outline
- World Civilizations: The Ottomans A comprehensive site that covers much about the Ottoman state and government
- Ottoman History Podcast An internet radio broadcast dedicated to the history, culture and society of the Ottoman Empire and Middle East
- Turkish Oral Narrative
- The Online Bibliography of Ottoman-Turkish Literature A bi-lingual site (English version) presenting a user-submissable database of references to theses, books, articles, papers and research-projects
- Osmanlı Edebiyatı Çalışmaları Bibliyografyası Veritabanı Turkish version of The Online Bibliography of Ottoman-Turkish Literature
- Information about Ottomans
- "Forced population transfers in early Ottoman imperial policy" (PDF). مؤرشف من الأصل (PDF) في 2023-02-10. (566 KB) – covers the period 1300–1600
- The Sakıp Sabancı Collection of Ottoman Calligraphy
- Ottomans History Blog
- Turkey in the First World War
- Ottoman Navy and Navigation
- Engravings of Ottoman Empire – HQ image gallery نسخة محفوظة 2011-11-05 على موقع واي باك مشين.
- Ottoman Studies Resources in Internet